# Amelora arotraea
Espèce
Amelora arotraea est une espèce de papillons de la famille des Géométridés.